# Розьер-сюр-Криз
Розье́р-сюр-Криз (фр. Rozières-sur-Crise) — коммуна во Франции, находится в регионе Пикардия. Департамент коммуны — Эна. Входит в состав кантона Виллер-Котре. Округ коммуны — Суасон.
Код INSEE коммуны — 02663.

## Население
Население коммуны на 2010 год составляло 231 человек.
| 1962 | 1968 | 1975 | 1982 | 1990 | 1999 | 2010 |
| ---- | ---- | ---- | ---- | ---- | ---- | ---- |
| 196  | 166  | 163  | 206  | 271  | 261  | 231  |

## Экономика
В 2010 году среди 156 человек трудоспособного возраста (15—64 лет) 105 были экономически активными, 51 — неактивными (показатель активности — 67,3 %, в 1999 году было 76,5 %). Из 105 активных жителей работали 81 человек (41 мужчина и 40 женщин), безработных было 24 (20 мужчин и 4 женщины). Среди 51 неактивных 8 человек были учениками или студентами, 26 — пенсионерами, 17 были неактивными по другим причинам.